# Joué-lès-Tours
Joué-lès-Tours is een gemeente in het Franse departement Indre-et-Loire (regio Centre-Val de Loire). De gemeente telde 38.432 inwoners op 1 januari 2022. Het is hiermee de tweede grootste gemeente qua inwoneraantal van het departement. De plaats maakt deel uit van het arrondissement Tours.
De gemeente ligt ten zuiden van de Cher en is een voorstad van Tours.

## Geografie
De oppervlakte van Joué-lès-Tours bedroeg op 1 januari 2022 32,41 vierkante kilometer; de bevolkingsdichtheid was toen 1.185,8 inwoners per km².

De gemeente ligt in het noorden aan de Cher en de Petit Cher stroomt door de gemeente. De étangs de Narbonne zijn twee verbonden vijvers met een totale oppervlakte van 30 ha.
De onderstaande kaart toont de ligging van Joué-les-Tours met de belangrijkste infrastructuur en aangrenzende gemeenten.

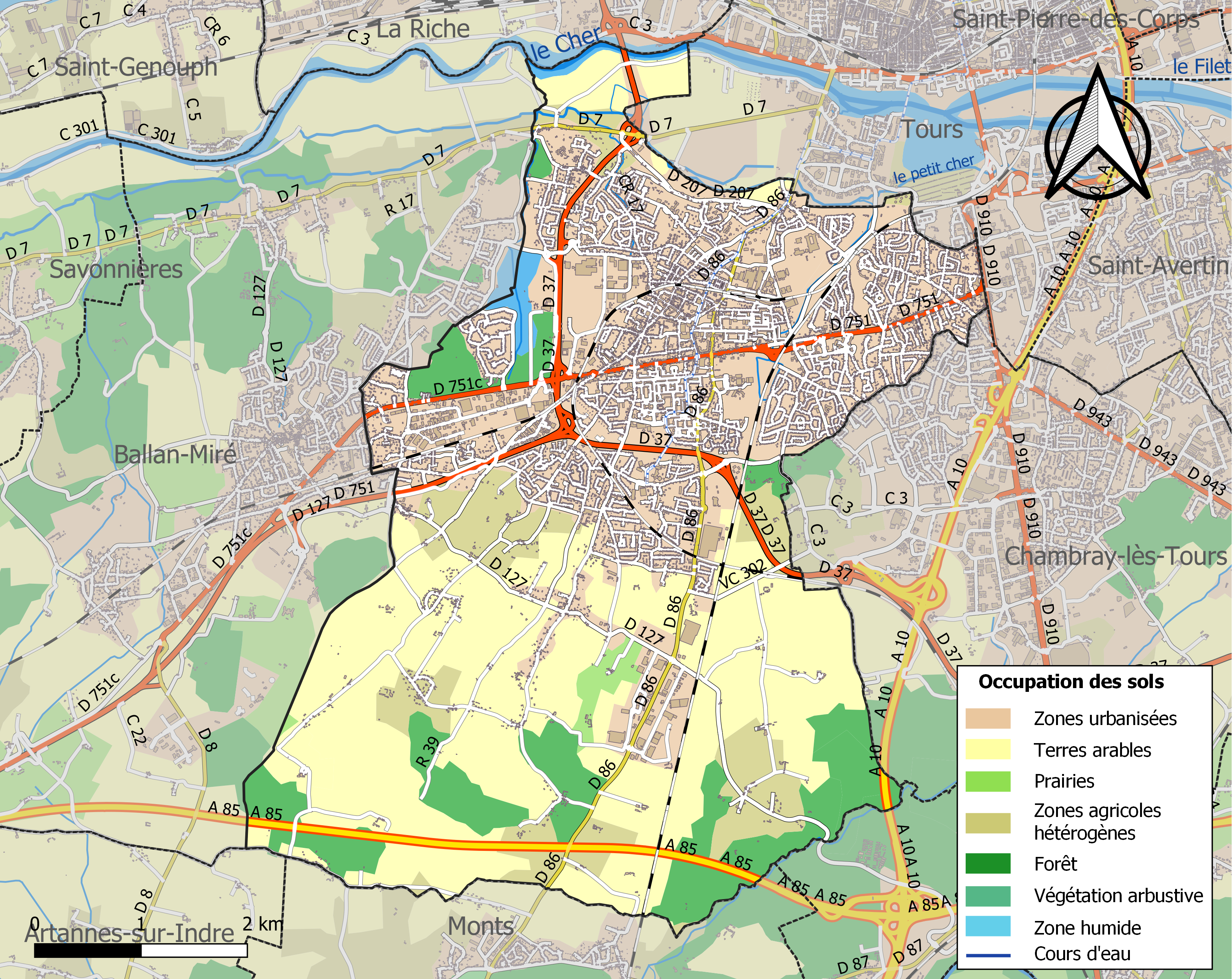

## Verkeer en vervoer
In de gemeente ligt spoorwegstation Joué-lès-Tours.
De autosnelwegen A10 en A85 lopen langs de gemeente.

## Demografie
Onderstaande figuur toont het verloop van het inwonertal (bron: INSEE-tellingen).

## Economie

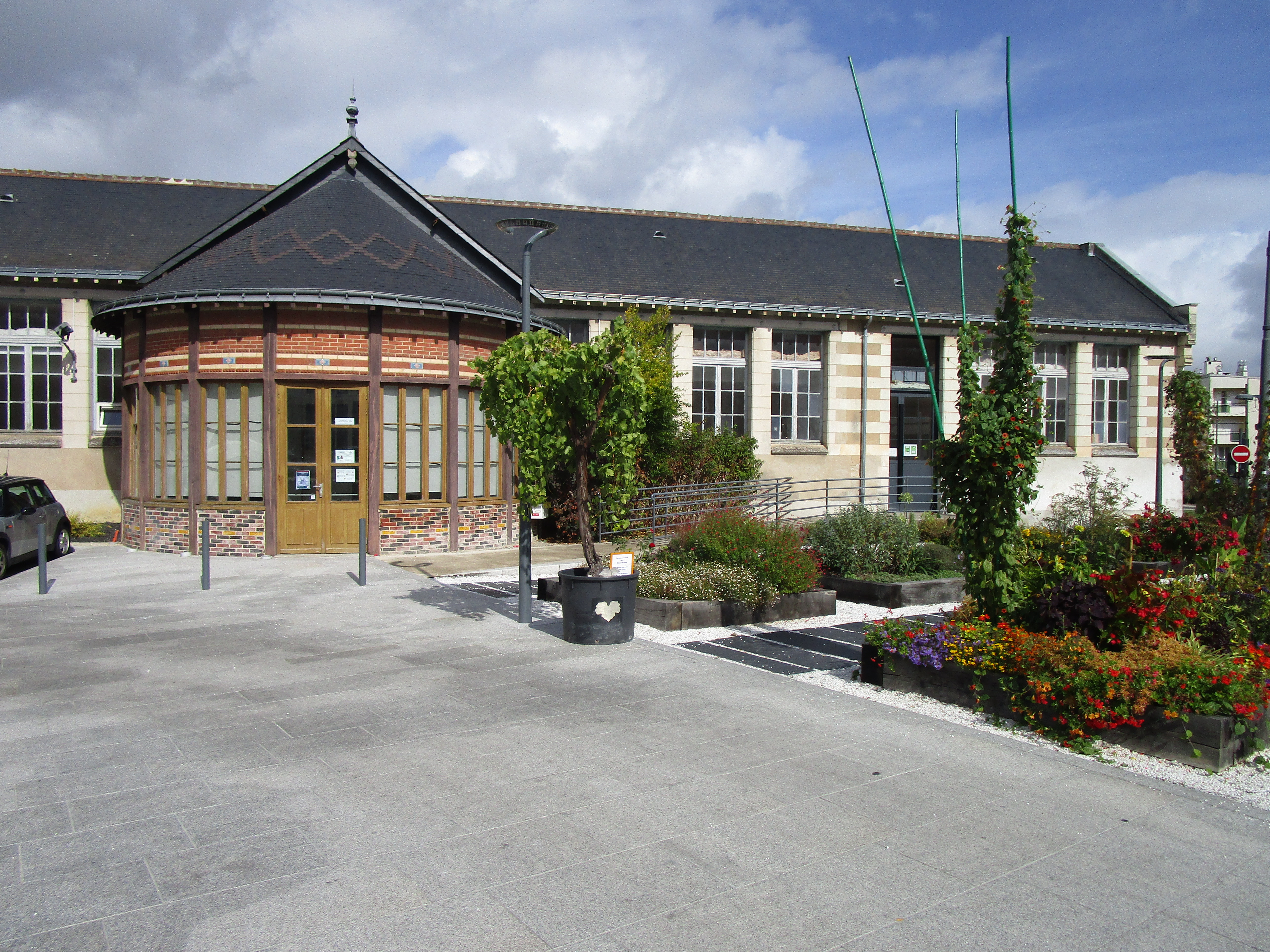
Classe musée

Joué-lès-Tours is een industriestad met enkele grote bedrijven als Hutchinson, Eiffage Energie, Zodiac en Henry Schein.

## Bezienswaardigheden
De Classe musée René Granger is een reconstructie van een 19e-eeuwse schoolklas tijdens de Derde Franse Republiek.

## Geboren in Joué-les-Tours
- Jean-Pierre Danguillaume (1946), wielrenner